# Arpachiya
Il Tell Arpachiyah, situato dove oggi sorge Mosul nel Governatorato di Ninawa in Iraq, è un sito preistorico del Vicino Oriente antico, posto a 6 chilometri da Ninive. Il vero nome del sito è Tepe Reshwa.

## Dati storici
Il sito fu occupato nei periodi Halaf e Ubaid. Sembra essere stato fortemente coinvolto nella fabbricazione di ceramiche.

## Archeologia
Tell Arpachiyah è un piccolo tumulo con un diametro massimo di 67 metri ed un'altezza di 5,5 metri. L'intero sito ha un diametro di 125 metri. Dopo essere stato visitato da Reginald Campbell Thompson nel 1928, fu scavato, nel 1933, su incarico della British School of Archaeology in Iraq, da Max Mallowan e John Cruikshank Rose che, grazie ai ritrovamenti ceramici, hanno potuto fissare le basi della cronologia del periodo Halaf. 
Sugli scavi era presente anche la celebre moglie di Max Mallowan, Agatha Christie, che così descrive la scoperta più eclatante:
"Era un colpo di fortuna. La bottega del vasaio era stata abbandonata dopo l'incendio e il fuoco l'aveva conservata quasi intatta. Grandi piatti, vasi, tazze e piattini, vasellame policromo, tutto splendeva al sole che ne faceva risaltare i colori: rosso, nero e arancio. Era uno spettacolo meraviglioso. Da quel momento si scatenò un'attività frenetica. Vaso dopo vaso, tutti dovettero essere riportati in superficie. Il crollo del tetto li aveva mandati in frantumi, ma i pezzi erano tutti lì e gli oggetti potevano quindi essere ricostruiti. Alcuni erano in parte carbonizzati, ma le pareti che si erano abbattute su di essi li avevano conservati intatti per seimila anni".
Parte di questi ritrovamenti è oggi conservata al British Museum. 
Ulteriori studi furono condotti nel 1976 da una squadra guidata da Ismail Hijara.
Fra le numerose strutture scoperte, un thòlos Halaf e alcune sepolture Ubaid.